# Almost Human (film 1927)
Almost Human è un film muto del 1927 diretto da Frank Urson. Prodotto dalla DeMille Pictures Corporation, aveva come interpreti Vera Reynolds, Kenneth Thomson, Majel Coleman, Claire McDowell, Fred Walton.
La sceneggiatura di Clara S. Beranger si ispira a The Bar Sinister, romanzo del 1903 di Richard Harding Davis.

## Trama
Regent Royal, cane campione della sua razza ma anche un po' mascalzone, seduce una bastardina di nome Maggie che poi abbandona. Lei, quando dà alla luce il loro cucciolo, Pal, lo lascia sperando che qualcuno lo raccolga e lo allevi. Nel parco, Pal incontra Mary Kelly, un'orfana senza tetto che lo prende con sé. Il cucciolo si sente poi attirato da Regent Royal, ignorando che si tratti di suo padre, che sta andando a passeggio con John Livingstone, il suo padrone. Mary e John si incontrano quando la ragazza si getta in acqua per salvare un bambino che sta annegando. John corre in suo aiuto e poi la invita a casa sua, nonostante la disapprovazione di sua madre che biasima la mancanza di pedigree sia di Mary che del suo cane. I due giovani si sposano contro il volere della famiglia di lui e, per vivere, trovano lavoro come autista e cameriera. A una festa data dai loro datori di lavoro, John rivede la sua vecchia fidanzata, Cecile Adams, munita di pedigree dell'alta società, ma senza cane. Mary, gelosa, lascia John e va a partorire il loro bambino in casa di un amabile medico che si prende cura di loro. Intanto Maggie e Regent Royal, che si sono ritrovati, cospirano per riunire insieme Mary e John.

## Produzione
Il film, prodotto dalla DeMille Pictures Corporation con il titolo di lavorazione Beautiful But Dumb, venne girato tra giugno fino a metà luglio 1925.

## Distribuzione
Il copyright del film, richiesto dalla Pathé Exchange, inc., fu registrato il 3 novembre 1927 con il numero LP24616.
Distribuito dalla Pathé Exchange, il film uscì nelle sale cinematografiche statunitensi il 26 dicembre 1927. In Spagna, prese il titolo Como los hombres.
Copia completa della pellicola si trova conservata negli archivi dell'UCLA Film And Television Archive di Los Angeles.